# Irena Šimonová
Irena Šimonová, roz. Vlachová (1929, Ivanovice na Hané – 2017) byla česká politická vězeňkyně. Jako dvacetiletá byla v roce 1949 odsouzena za velezradu a špionáž ke 25 letům vězení, další tři roky dostala později za pokus o útěk. Propuštěna byla na amnestii v roce 1960. Po ruské invazi v roce 1968 emigrovala s manželem do Nizozemí.

## Život
Irena Vlachová se narodila v Ivanovicích na Hané, dětství prožila ve Vyškově. V roce 1945 se její rodiče rozvedli a Irena dál žila s otcem. 
V 16 letech začala chodit na Lidovou universitu. V době kolem komunistického převratu v únoru 1948 se spřátelila s novinářem a pozdějším pracovníkem Svobodné Evropy Františkem Smrčkem, s nímž se zasnoubila. Smrček dostal několik měsíců po puči zprávu, že je na něj vydán zatykač, a v září 1948 proto uprchl na Západ. Ireně slíbil, že jí najde převaděče, aby mohla z Československa utéct. 
Díky Smrčkovi se také seznámila s Libuší Kunovou, sekretářkou dr. Steina, který byl ředitelem advokátní komory a měl vysoké postavení v novém režimu. Kunová vynášela Steinovy tajné materiály, které pak Vlachová přes prostředníky zasílala Smrčkovi na Západ. Začátkem roku 1949 získaly také seznam právníků, jimž hrozil zákaz výkonu profese nebo zatčení. Ženy chtěly advokáty varovat, a posílaly jim proto anonymní dopisy. Někteří právníci však varování předali policii a Kunovou brzy zatkla StB. 
Vlachová už se tehdy chystala na útěk. Převaděč ji měl tajně dovést přes Šumavu do Německa, kde ji měl za hranicí předat důvěryhodnému člověku. Na cestu se vydali 21. března 1949. Převaděč však Vlachovou nechal stát v lese na československé straně a jen jí naznačil další směr. Vlachová se jím vydala, ale uslyšela policejní hlídku se psy. Navíc byla přesvědčena, že cestu sama nenajde. Vrátila se proto do Nýrska na vlak a odjela zpět do Prahy. Ve vlaku si jí však všimla policie, protože měla zablácené boty i kufřík. Byla zatčena jako podezřelá z pokusu o útěk a v Praze vyslýchána v Bartolomějské ulici. 
Zde ji vyšetřovatelé bili až k mdlobám, ponižovali, týrali nebo ji před oknem do světlíku nutili k „sebevraždě“. Ve věznici na Pankráci pak dostala zákaz se svlékat, aby vzhled jejího těla nevyděsil vězeňkyně, které na výslechy teprve čekaly.
Souzena byla v prosinci 1949 v neveřejném procesu jako hlavní obviněná ve skupině, jejíž ostatní členy většinou ani neznala. Byla odsouzena k 25 letům za velezradu a špionáž a zbavena občanských práv. Byla deportována do nápravně pracovního tábora v Kutné Hoře, později pracovala v cihelně v Červených Pečkách. 
V létě 1951 se pokusila se spoluvězeňkyní Annou Sejčkovou o útěk, který se jim podařil. Po 11 dnech došly do saského města Plauen, kde je však zatkla německá pohraniční hlídka. Vrátila je do Československa, kde za pokus o útěk Vlachová dostala další tři roky vězení. 
Vězněna byly v Pardubicích. Zde se sblížila s Růženou Vackovou, Dagmar Šimkovou, Julií Hruškovou a dalšími politickými vězeňkyněmi. Byla propuštěna na amnestii v roce 1960. Dlouho mohla vykonávat pouze manuální zaměstnání. 
V roce 1968 spoluzaložila pobočku Klubu angažovaných nestraníků v Karlových Varech, byla členkou K 231.
Jejím manželem se stal houslista a koncertní mistr Josef Šimon. Po okupaci v roce 1968 emigrovali do Nizozemí. Zde založila firmu a podnikala v oblasti módy.